# 托 (單位)
托（符号为Torr），與毫米汞柱（符號為mmHg）近乎等價，为压强、压力的单位，但並非國際單位制單位 （SI unit） 的成員之一。

## 定义
- 1 Torr定义为1个标准大气压的760分之一，即

### 原來定義
原本的 1 mmHg 是指「將幼細直管內的水銀頂高一毫米之壓力」，而正常之大氣壓力可以將水銀升高 760 mm ，故此將一毫米水銀定為大氣壓力的 1/760 倍。
不過，由於標準大氣壓在後來才被嚴谨定義，與之前所定義的正 760 mm 有輕微差異，現在兩者皆被重新定義為 101325/760 Pa 。

## 命名
- 托的命名是为了纪念意大利物理学家埃萬傑利斯塔·托里拆利（義大利語：Evangelista Torricelli）。

## 换算关系
- 1 Torr ≈ 1 mmHg（毫米汞柱） ≈ 1.333 mbar（毫巴）
- 1 Torr ≈ 133.32237 Pa

## 應用
雖然托在現代已經不如帕斯卡正式和常用，但這個單位仍然有應用於以下方面：
- 高度真空工程，特別是在壓力低至黏性消失的環境中。
- 血壓量度。
- 眼壓量度。

## 注意
- 托为非法定计量单位。
- 托是一个相当小的单位，更多地被用于高真空技术。
- 一度曾用“乇”為計量單位用字，1977年7月《关于部份计量单位名称统一用字的通知》通知淘汰。

## 外部連接
- NPL – pressure units